# Ivica Pepelko
Ivica Pepelko (Bistrinci, 24. listopada 1944.), hrvatski glazbenik, pjevač i skladatelj. Jedan je od najpoznatijih autora kajkavskih popevki.

## Životopis
Rođen je u Slavoniji, a mladost je proveo u Hrvatskom zagorju. Poslije je nastavio živjeti u Varaždinu. Po zanimanju je ekonomist, a bavio se sličnim zanimanjima. Kasnije je radio kao dopisnik Vjesnika i urednik lokalnog lista "Naša komuna". Kao samouk glazbenik je ostvario karijeru posvetivši se ponajviše narodnoj kajkavskoj glazbi. Godine 1969. je osnovao prvi ansambl "Lepi dečki". Paralelno s pisanjem tekstova i skladanjem, osniva glazbeni festival "Zagorske krijesnice". Umjetnički ravnatelj tog festivala je bio pet godina.

## Diskografija
- 35 let s popevkom za Zagorje, 2004.
- Rane 90–e, 2007.
- Bit’ će bolje, 2009.
- Zlatna kolekcija, 2009.
- Čuvajte nam uspomene, 2012.
- Fala Ti Bože za ovaj dan, 2012.
- Zagorje vu meni, 2014.
- Domačija, 2015.
- Sveta zemlja Hrvatska, 2016.
- Dajte mi vina, 2020.

## Vanjske poveznice
- Stranica na Hrvatskom društvu skladatelja